# Frank O'Neal
Frank O'Neal (9 de mayo de 1921 – 10 de octubre de 1986) fue un dibujante americano conocido por su tira cómica "Short Ribs", la cual  escribió y dibujó desde 1958 a 1973.

## Vida y carrera temprana
Nacido en Springfield, Misuri, O'Neal se mantuvo en movimiento debido a su padre viajero, y en su juventud vivió por Arkansas, California, Indiana, Luisiana, Míchigan, Tennessee y Washington D. C.  Estudió durante tres años en la Jefferson Machamer School of Art en Santa Mónica (California) y vendió su primera historieta profesionalmente en 1950, al The Saturday Evening Post Después de pasar seis años como caricaturista independiente, pasó un año y medio dibujando guiones gráficos.  Su creación "How to Bring Up Parents" estuvo en Redbook durante tres años.

## Vida personal
O'Neal y esposa Bettie tuvieron dos hijos, John y Mollie. Viva en Pacific Grove, California, por el tiempo de su muerte a la edad de 64.